# 茶痂衣酸
茶痂衣酸是一种有机化合物，化学式C18H14O8，属于一种缩酚酸环醚，可抑制一型与二型单纯疱疹病毒。